# Saint-Martin-au-Bosc
 Saint-Martin-au-Bosc  es una población y comuna francesa, en la región de Alta Normandía, departamento de Sena Marítimo, en el distrito de Dieppe y cantón de Blangy-sur-Bresle.

## Demografía
| 230 | 225 | 225 | 184 | 163 | 173 |
| Para los censos de 1962 a 1999 la población legal corresponde a la población sin duplicidades (Fuente: INSEE [Consultar]) |     |     |     |     |     |